# كلاوس بينيتر
كلاوس أوفه بينيتر (بالألمانية: Klaus Uwe Benneter) (ولد في 1 مارس في كارلسروهه) سياسي ألماني وعضو في الحزب الاشتراكي الديمقراطي. بين عامي 1999 و2002 كان بينيتر عضوًا في مجلس نواب ولاية برلين. وفي عام 2002 انتخب عضوا في البوندستاغ. ومنذ نوفمبر 2005 كان المستشار القانوني لكتلة الحزب الاشتراكي الديمقراطي في البرلمان. خسر مقعده في انتخابات 2005، لكنه عاد مرة أخرى عام 2009.

## روابط خارجية
- كلاوس بينيتر على موقع مونزينجر (الألمانية)